# 淮口南站
淮口南站是位于四川省成都市金堂县淮口镇，遂成铁路的一个铁路车站，邮政编码610404。车站建于2009年，现正进行客运改造工程。车站及其上下行区间均已电气化。隶属成都铁路局，是四等站。车站北侧紧邻达成铁路淮口站。

## 淮口南站综合交通枢纽工程
淮口南站综合交通枢纽工程近期将建设包括8000平方米旅客站房、站台等扩能改造工程以及长途客运站、公交场站等站前配套工程两部分，项目立项总投资5.99亿元（其中，扩能改造工程3.1亿，站区配套工程2.89亿）。
淮口南站近期建设内容包括旅客站台2座，尺寸为550×12×1.25米，呈两台四线布置形式；8米宽进站天桥和出站地道各1个，站房建筑面积8000平方米，以及相关的信号、通信、接触网、房、水、电等工程；远期引入成都外环铁路，呈三台七线布置形式。
站区配套工程包括站前广场、长途客运站、公交场站、地下出租车侯车场、地面及地下社会车停车场（库）、非机动车停车场及维修保养场。
工程于2018年11月开工，截至2022年正在施工中。

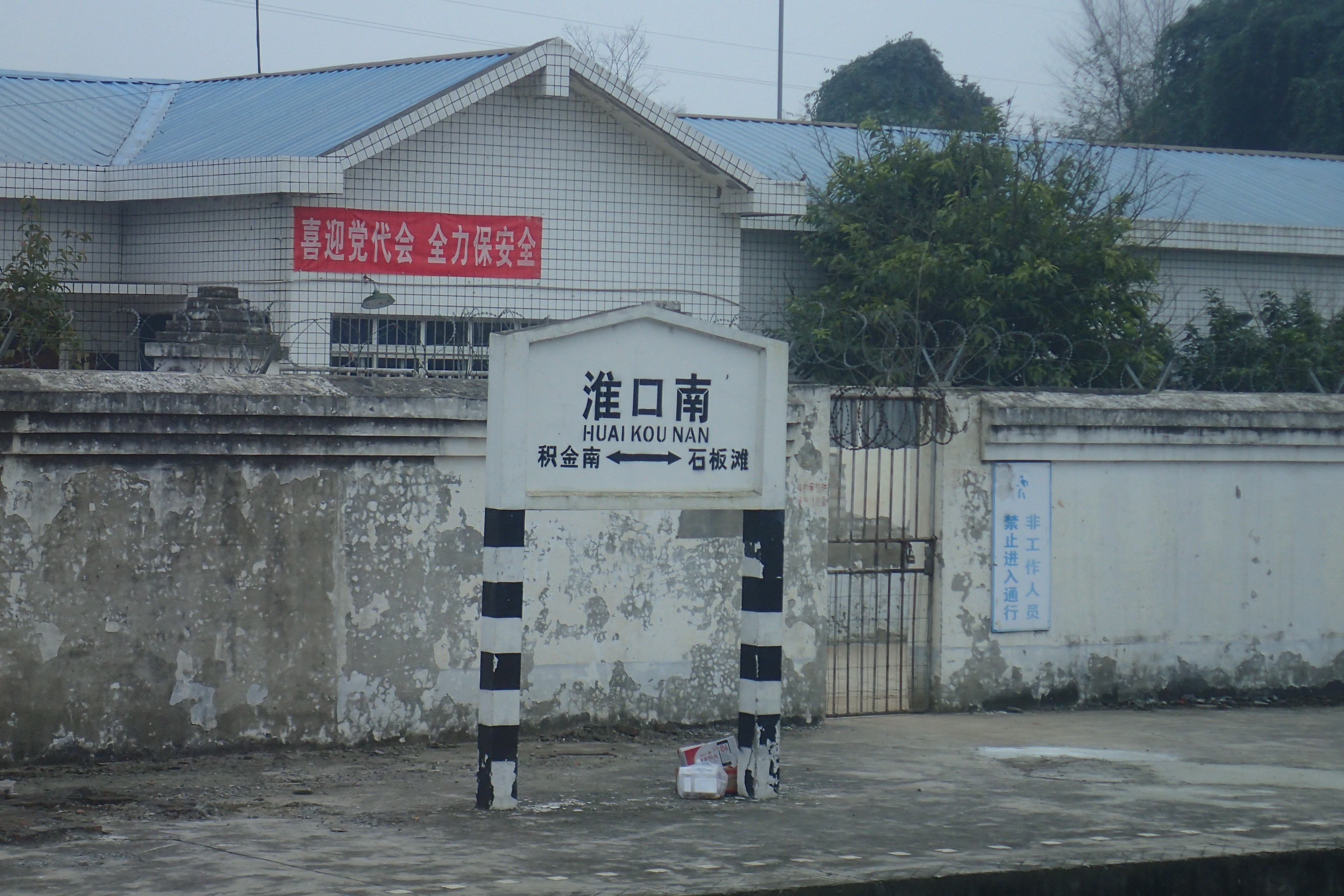
2016年，列车上抓拍的淮口南站站牌